# Gérard de Mâcon
Gérard de Mâcon, ou Gérald ou Girard, dit aussi Gérard de Brou, † 927 ou 958, originaire de Belgique ou de Flandre, évêque de Mâcon en Bourgogne, puis fondateur du monastère de Brou, en Bresse.
Il est fêté le 29 mai,.

## Biographie
Gérard participe à la fondation de l'abbaye de Cluny avec Bernon qui devient son premier abbé. En 927, il se retire dans sa terre de Brou (à Bourg-en-Bresse) pour y ériger un monastère et une église où il sera inhumé en 958 avant d'être transféré dans l'église Saint-Pierre de Mâcon.